# Đại học Yale
Viện Đại học Yale (tiếng Anh: Yale University), còn gọi là Đại học Yale, là viện đại học tư thục ở New Haven, Connecticut. Thành lập năm 1701 ở Khu định cư Connecticut, Yale là một trong những viện đại học lâu đời nhất ở Hoa Kỳ, chỉ sau Trường Đại học Harvard (1636; sau này là Viện Đại học Harvard) và Đại học William & Mary (1693).
Được kết hợp thành "Collegiate School", học viện này truy nguyên nguồn gốc của mình đến thế kỷ 17 khi giới lãnh đạo giáo hội tìm cách thành lập một trường đại học nhằm đào tạo mục sư và chính trị gia cho khu định cư. Năm 1718, trường đổi tên thành "Yale College" nhằm vinh danh Elihu Yale, Thống đốc Công ty Đông Ấn Anh Quốc. Năm 1861, Trường Cao học Nghệ thuật và Khoa học là học viện đầu tiên ở Hoa Kỳ cấp bằng Tiến sĩ (PhD.). Đại học Yale là thành viên sáng lập của Hiệp hội các Viện Đại học Mỹ vào năm 1900. Từ đầu thập niên 1930, Yale College được cải tổ thông qua việc thành lập các cơ sở đại học (residential college): hiện có 12 cơ sở, dự định sẽ thành lập thêm hai cơ sở nữa. Yale sử dụng hơn 1 100 nhân sự để giảng dạy và tư vấn cho khoảng 5 300 sinh viên chương trình cử nhân, và 6 100 sinh viên cao học.
Tài sản của viện đại học bao gồm 19,4 tỉ USD tiền hiến tặng, đứng thứ hai trong số các học viện nhận tiền hiến tặng nhiều nhất. Có 12, 5 triệu đầu sách được phân phối cho hơn hai mươi thư viện của viện đại học. Trong số những quán quân giải Nobel, 51 người có quan hệ với Yale như là sinh viên, giáo sư, hay nhân viên. Những nhân vật nổi tiếng xuất thân từ Yale có 5 tổng thống Hoa Kỳ, 19 thẩm phán Tối cao Pháp viện Hoa Kỳ, và vài nguyên thủ quốc gia nước ngoài. Trường Luật danh giá của Yale là trường tuyển sinh gắt gao nhất nước Mỹ.
Đội thể thao Yale Bulldogs thi đấu liên trường trong Bảng I Ivy League thuộc Hiệp hội Thể thao Đại học Quốc gia (NCAA). Yale và Harvard là hai đối thủ cạnh tranh khốc liệt, với những đỉnh cao truyền thống là The Game (trận đấu bóng bầu dục hằng năm giữa hai viện đại học), và Harvard-Yale Regretta (cuộc đua thuyền hằng năm cũng giữa hai trường). Màu sắc chính thức của viện đại học và các đội thể thao là màu Lam Yale.

## Lịch sử

### Khởi thủy

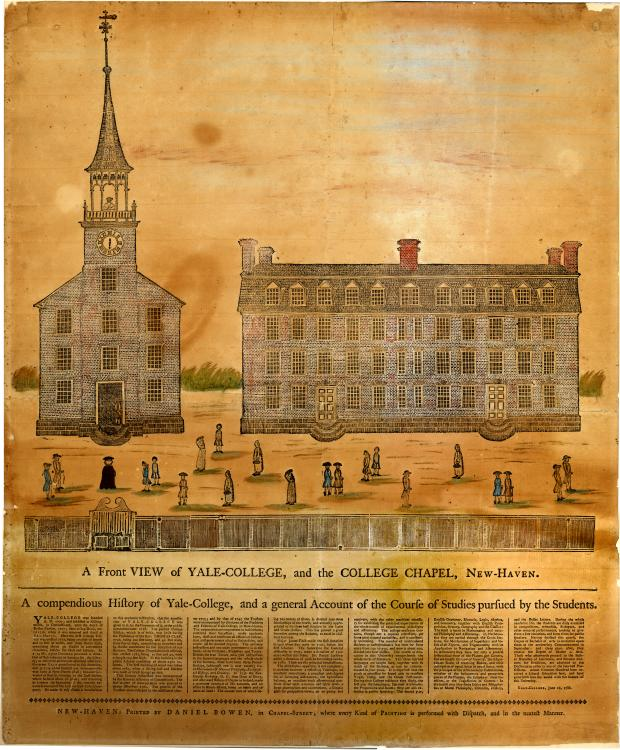
Yale College và nhà thờ của trường, Daniel Bowen, 1786

Khởi đầu với "Đạo luật Thành lập một Trường Đại học" được Tổng Tòa Khu Định cư Connecticut thông qua ngày 9 tháng 10 năm 1701 trong nỗ lực thiết lập một định chế đào tạo mục sư và giới lãnh đạo thế tục cho Connecticut. Ngay sau đó, một nhóm gồm mười mục sư thuộc giáo hội Tự trị Giáo đoàn: Samuel Andrew, Thomas Buckingham, Israel Chauncy, Samuel Mather, James Noyes, James Pierpont, Abraham Pierson, Noadiah Russell, Joseph Webb và Timothy Woodbridge, tất cả đều là cựu sinh viên Đại học Harvard gặp nhau tại phòng làm việc của Mục sư Samuel Russell ở Brandford, Connecticut, họ gom góp sách để thành lập thư viện đầu tiên của trường. Nhóm người này, với trưởng nhóm là James Pierpont, được gọi là "Những Nhà Sáng lập".
Với tên gọi "Collegiate School", học viện khai giảng lần đầu tại nhà riêng của viện trưởng Abraham Pierson, ở Killingworth, nay là Clinton, Connecticut, sau dời đến Saybrook, rồi Wethersfield. Năm 1718, trường được tọa lạc tại New Haven, Connecticut.
Cùng lúc xảy ra sự rạn nứt giữa viện trưởng thứ sáu của Harvard, Increase Mather, với các mục sư trong trường về thể chế của giáo hội, Mather quay sang ủng hộ và vận động cho Collegiate School, hi vọng rằng trường sẽ duy trì tinh thần chính thống của Thanh giáo, điều mà Harvard không còn theo đuổi.
Năm 1718, Cotton Mather yêu cầu một doanh nhân thành đạt ở xứ Wales tên Elihu Yale trợ giúp tài chính để xây dựng một tòa nhà mới cho trường. Nhờ sự thuyết phục của Jeremiah Dummer, Yale, gây dựng một tài sản trong khi sống ở Ấn Độ như là đại diện cho Công ty Đông Ấn, hiến tặng chín kiện hàng, đem đi bán được 560 bảng Anh, một số tiền đáng giá thời bấy giờ. Yale cũng tặng 417 cuốn sách và một bức chân dung của Vua George I. Cotton Mather đề nghị đổi tên trường thành "Yale College" để bày tỏ lòng biết ơn đối với nhà tài trợ, và cũng để gia tăng cơ hội có thêm những đóng góp mới. Khi tin tức về việc đổi tên trường đến nhà của Elihu Yale ở Wrexham, Wales, ông đang ở Ấn Độ, và không bao giờ trở về.

### Đào tạo

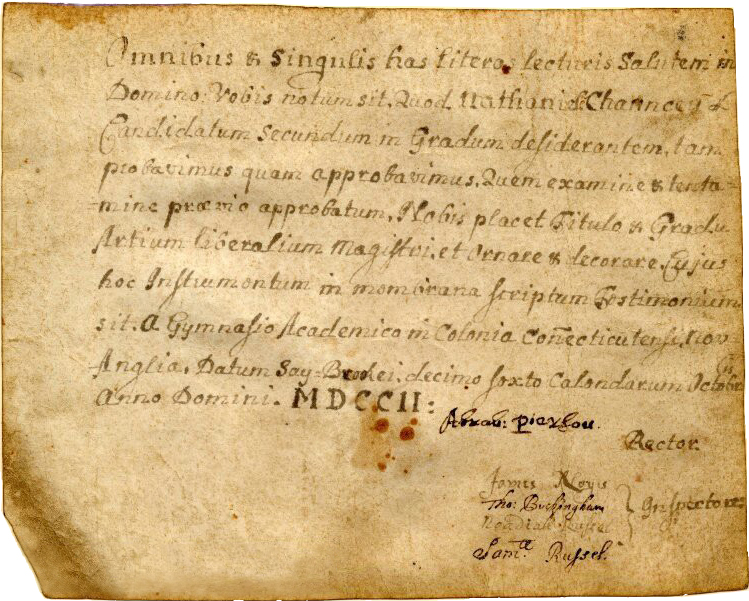
Chứng chỉ đầu tiên Yale College cấp cho Nathaniel Chauncey, 1702

Yale chịu ảnh hưởng sâu đậm từ những phong trào trí thức trong thời kỳ Đại Tỉnh thức và Khai sáng – do sự quan tâm về tôn giáo và khoa học của các viện trưởng như Thomas Clap và Ezra Stiles. Cả hai đã hoạt động hiệu quả trong nỗ lực phát triển chương trình đào tạo có tính khoa học cao trong khi phải đối phó với tình trạng chiến tranh, sự bất ổn trong sinh viên, sự không tương thích trong các giáo trình, nhu cầu cấp bách tìm kiếm sự trợ giúp tài chính, và tranh đấu với viện lập pháp Connecticut.
Sinh viên thần học, nhất là vùng New England, xem tiếng Hebrew, cùng với tiếng Hi Lạp và tiếng Latin, là ngôn ngữ cổ điển, rất cần thiết cho việc nghiên cứu Cựu Ước trong nguyên bản. Mục sư Ezra Stiles, viện trưởng từ năm 1778 đến 1795, xem ngôn ngữ Hebrew là phương tiện thiết yếu trong nghiên cứu những bản cổ văn của Kinh Thánh trong nguyên ngữ, yêu cầu tất cả sinh viên năm thứ nhất đều phải học tiếng Hebrew (khác với Havard, ở đây chỉ có những lớp lớn mới học ngôn ngữ này). Ông cũng là người cho ghi dòng chữ Hebrew אורים ותמים (Urim và Thummim) trên huy hiệu của Yale.
Thách thức lớn nhất đối với Stiles xảy đến vào tháng 7 năm 1779 khi lực lượng Anh chiếm đóng New Haven và đe dọa san bằng trường đại học. Song, một cựu sinh viên Yale, Edmund Fanning, tùy viên của tư lệnh quân chiếm đóng can thiệp đúng lúc và ngôi trường được bảo toàn. Về sau Fanning được nhà trường trao bằng tiến sĩ danh dự năm 1803.

### Sinh viên
Là trường đại học duy nhất của Connecticut thời ấy, Yale là nơi học tập của các con trai của giới ưu tú. Những vi phạm sẽ bị trừng phạt gồm có: chơi bài, đến quán rượu, phá hoại tài sản nhà trường, và bất tuân giới chức trường học. Lúc ấy, Harvard đã nổi bật với tính ổn định và sự chững chạc của ban giảng huấn trong khi Yale được xem là trẻ trung nhưng đầy nhiệt huyết.

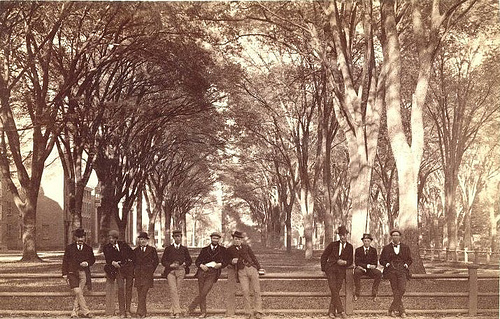
Nam sinh viên ngồi dựa trên hàng rào hướng về Đường Nhà thờ, khoảng năm 1874

Sự quan tâm đặc biệt đến các môn học cổ điển đã sản sinh một số các hội đoàn sinh viên với số hội viên hạn chế. Họ thiết lập các diễn đàn về học thuật hiện đại, văn chương, và chính trị. Các hội đoàn đầu tiên gồm có: Crotonia thành lập năm 1738, Loinonia (1753), và Brothers in Unity (1768).

### Thế kỷ 19
Bản tường trình năm 1828 của Yale lên tiếng bảo vệ các giáo trình tiếng Latin và tiếng Hi Lạp trước chỉ trích của những người muốn có thêm các giảng khóa về ngôn ngữ hiện đại, toán học, và khoa học. Khác với nền giáo dục đại học tại Âu châu, không có giáo trình quốc gia cho các đại học tại Hoa Kỳ. Vì phải cạnh tranh để thu hút sinh viên và các nguồn hỗ trợ tài chính, giới lãnh đạo đại học phải luôn thích ứng với những đòi hỏi cao về đổi mới. Cùng lúc, họ cũng nhận ra rằng một số lượng đáng kể các sinh viên và sinh viên tiềm năng cần có một nền tảng truyền thống. Bản tường trình của Yale cho biết không thể hủy bỏ những môn học cổ điển, nhưng phải tiếp tục thử nghiệm những giáo trình mới, kết quả thường là hai loại giáo trình cùng song hành.

### Thể thao
Vị anh hùng trong chiến tranh Cách mạng Nathan Hale là hình mẫu của lý tưởng Yale (Hale tốt nghiệp năm 1773) vào đầu thế kỷ 19: một học giả đầy nam tính xuất thân từ giới thượng lưu, xuất sắc trong học thuật và thể thao, sục sôi lòng yêu nước đến nỗi luôn hối tiếc vì mình chỉ có một cuộc đời để cống hiến cho đất nước. Ngày càng có nhiều sinh viên xem các ngôi sao thể thao là những vị anh hùng, nhất là khi chiến thắng trong các cuộc thi đấu trở thành mục tiêu của toàn thể sinh viên, những cựu sinh viên, cũng như những đội thể thao.
Cùng với Harvard và Princeton, sinh viên Đại học Yale bác bỏ chủ trương "nghiệp dư" trong thể thao của giới thượng lưu Anh, và bắt tay xây dựng những loại hình thể thao thuần Mỹ như bóng bầu dục.
Trong hai năm 1909 và 1910, môn bóng bầu dục đối diện với một cuộc khủng hoảng bắt nguồn từ sự thất bại của những cải cách trong những năm 1905 và 1906 nhằm giải quyết vấn nạn chấn thương. Các viện trưởng của Harvard, Yale, và Princeton phát triển một đề án cải cách thể thao và tìm cách chặn trước các thay đổi triệt để bị áp đặt bởi chính quyền. Viện trưởng Arthur Hadley của Yale, A. Lawrence Lowell của Harvard, và Woodrow Wilson của Princeton cùng làm việc để phát triển những thay đổi chừng mực nhằm giảm thiểu chấn thương. Nhưng nỗ lực của họ bị giới hạn co cuộc nổi loạn chống lại ban quy tắc và sự thành lập Hiệp hội Thể thao Liên viện. Ba viện đại học hoạt động riêng lẻ và đã giảm thiểu chấn thương.

### Mở rộng
Yale mở rộng dần dần, năm 1810 thành lập trường Y, năm 1822 trường Thần học, năm 1843 trường Luật, năm 1847 trường Cao học Nghệ thuật và Khoa học, cũng trong năm 1847 là trường Khoa học Sheffield, rồi trường Hội họa được thành lập năm 1869. Năm 1887, khi trường tiếp tục phát triển dưới sự lãnh đạo của Timothy Dwight V, Yale College được đổi thành Đại học Yale. Viện đại học về sau mở thêm trường Âm nhạc (năm 1894), trường Lâm nghiệp & Môi trường (Gifford Pinchot thành lập năm 1901), trường Y tế Công cộng (năm 1915), trường Điều dưỡng (1923), trường Kịch nghệ (1955), chương trình Physician Associate (1973), và trường Quản lý (1976).

### Thế kỷ 21
Năm 2007, Viện trưởng Rick Levin vạch ra những ưu tiên của Yale: "Thứ nhất, trong số những viện đại học nghiên cứu tốt nhất quốc gia, Yale đầu tư đặc biệt cho giáo dục cấp cử nhân. Thứ hai, trong những chương trình cử nhân và cao học, cũng như tại Yale College, chúng ta chú trọng đến việc đào tạo những nhà lãnh đạo." 
Nhật báo Boston Globe viết, "nếu có một trường học nào chuyên chú đào tạo những nhà lãnh đạo hàng đầu cho đất nước trong suốt ba thập niên qua, thì đó là Yale."  Các cựu sinh viên Yale có tên trong các liên danh của hai đảng Dân chủ và Cộng hòa trong các cuộc đua vào Tòa Bạch Ốc từ năm 1972 đến 2004. Những Tổng thống Hoa Kỳ kể từ lúc kết thúc Chiến tranh Việt Nam từng học ở Yale gồm có: Gerald Ford, George H.W. Bush, Bill Clinton, và George W. Bush. Các ứng cử viên tổng thống và phó tổng thổng trong giai đoạn này là John Kerry (2004), Joseph Lieberman (Phó Tổng thống, 2000), và Sargent Shriver (Phó Tổng thống, 1972). Những cựu sinh viên khác của Yale từng ra tranh cử tổng thống có Hillary Rodham Clinton (2008), Howard Dean (2004), Gary Hart (1984 và 1988), Paul Tsongas (1992), Pat Robertson (1988) và Jerry Brown (1976, 1980, 1992).
Người ta cố giải thích tại sao Yale có nhiều đại diện trong các cuộc tuyển cử quốc gia kể từ lúc kết thúc Chiến tranh Việt Nam. Những nguồn khác nhau nhận thấy rằng sinh hoạt tích cực tại đại học kể từ thập niên 1960, và ảnh hưởng trí thức của Mục sư William Sloan Coffin trên nhiều sinh viên về sau tham gia vào các chức vụ dân cử là một trong những nguyên nhân. Còn Viện trưởng Yale Richard Levin tin rằng đó là do, kể từ nhiệm kỳ của các viện trưởng Alfred Grisworld và Kingman Brewster, Yale xem việc tạo dựng "một phòng thí nghiệm cho những nhà lãnh đạo trong tương lai" là một ưu tiên. Richard H. Brodhead, từng là khoa trưởng Yale College nay là viện trưởng Đại học Duke, giải thích: "Chúng tôi quan tâm đặc biệt đến việc định hướng cho công đồng khi thực hiện việc tuyển sinh, cũng do truyền thống mạnh mẽ về tình thần tình nguyện tại Yale."  Nhà sử học Gaddis Smith, từng học và giảng dạy tại Yale, cho rằng "những đặc điểm của các hoạt động có tổ chức: tại Yale trong thế kỷ 20 đã khiến John Kerry lãnh đạo Đảng Cấp tiến của Liên minh Chính trị Yale, George Pataki lãnh đạo Đảng Bảo thủ, và Joseph Lieberman quản lý tờ Yale Daily News. Camille Paglia vin vào lịch sử thiết lập mạng lưới và tinh thần thượng đẳng: "Cần phải xét đến mạng lưới thân hữu và các hội đoàn được thành lập trong trường."  CNN cho rằng George W. Bush hưởng lợi từ chính sách ưu đãi trong tuyển sinh bởi vì ông là "con trai và cháu của những cựu sinh viên," và vì là "thành viên của một gia đình có nhiều thế lực chính trị."  Elisabeth Bumiller của tờ New York Times, và James Fallows của nguyệt san The Atlantic Monthly tin rằng văn hóa cộng đồng và tinh thần tương trợ giữa sinh viên, ban giảng huấn, và ban lãnh đạo đã kìm chế ích lợi cá nhân và củng cố tinh thần phục vụ người khác.
Trong kỳ tranh cử tổng thống năm 1988, George H. W. Bush (Yale '48) chế giễu Michael Dukakis về "lập trường ngoại giao sản sinh tại cửa hàng bán lẻ trong khu học xá Harvard." Khi bị tra vấn về sự khác biệt giữa mối quan hệ của Dukakis với Harvard và xuất thân từ Yale của ông, Bush nói, "không giống Harvard, thanh danh của Yale quá lớn đến nỗi không cần có một biểu tượng, trong trường hợp của Yale, tôi nghĩ, không có biểu tượng nào cả", ông cũng thêm rằng Yale không chia sẻ với Harvard những tiếng tăm về "chủ nghĩa tự do và tinh thần thượng đẳng". Howard Dean, ứng viên tranh sự đề cử của Đảng Dân chủ năm 2004, tuyên bố, "Trong một số khía cạnh, tôi khác với ba ứng cử viên năm 2004 cũng xuất thân từ Yale. Yale đã thay đổi nhiều tính từ lớp '68 và lớp '71. Lớp của tôi là lớp đầu tiên nhận nữ sinh viên, cũng là lớp đầu tiên có những nỗ lực đáng kể để tuyển sinh viên người Mỹ gốc Phi. Đó là thời điểm rất đặc biệt, trong thời gian ấy đã diễn ra sự thay đổi của cả một thế hệ." 
Năm 2009, cựu Thủ tướng Anh Tony Blair chọn Yale là một địa điểm – hai địa điểm còn lại là Đại học Durham ở Anh, và Đại học Teknologi Mara – cho Sáng kiến Niềm tin và Toàn cầu hóa Hoa Kỳ của Tổ chức Niềm tin Tony Blair. Từ năm 2009, cựu Tổng thống Mexico Ernesto Zedillo là giám đốc Trung tâm Yale về Nghiên cứu Toàn cầu hóa, và đảm trách việc giảng dạy một khóa chuyên đề cho chương trình cử nhân "Tranh luận Toàn cầu hóa".
Vào tháng 8 năm 2013, Đại học Yale ký kết thỏa thuận hợp tác với Đại học Quốc gia Singapore để thành lập Đại học Yale-NUS như một nỗ lợp chung để kiến tạo một ngôi trường theo mô hình giáo dục khai phóng đầu tiên tại Châu Á kết hợp truyền thống văn hóa Á-Âu.

## Hành chính

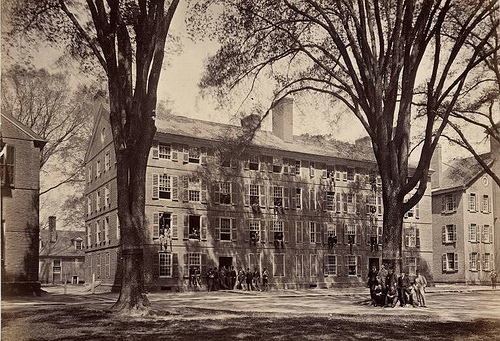
Connecticut Hall, tòa nhà lâu đời nhất của Yale, xây dựng từ năm 1750 đến 1753.

Ban Quản trị Đại học Yale với 19 thành viên gồm có: Viện trưởng, Thống đốc và Phó Thống đốc Tiểu bang Connecticut, cùng 10 ủy viên, và 6 cựu sinh viên của trường.
Richard C. Levin, Viện trưởng Đại học Yale từ năm 1993 đến 2013, là người đứng đầu một trường đại học được trả lương cao nhất tại Hoa Kỳ, năm 2008, thu nhập của ông là 1, 5 triệu đô-la.
Tháng 12 năm 2012, sau khi Levin về nghỉ hưu, Peter Salovey, Phó Viện trưởng của Yale từ năm 2008, được chọn thay thế Levin trong cương vị Viện trưởng. Salovey nhậm chức ngày 1 tháng 7 năm 2013.
Từ vị trí phó viện trưởng Đại học Yale, vài bậc nữ lưu đã được đề bạt vào chức vụ viện trưởng của những đại học danh giá. Năm 1977, Hanna Holborn Gray được bổ nhiệm quyền Viện trưởng Yale từ vị trí phó viện trưởng, sau đó bà trở thành Viện trưởng Đại học Chicago, là người phụ nữ đầu tiên đảm trách chức vụ lãnh đạo một viện đại học quan trọng. Năm 1994, Phó Viện trưởng Yale Judith Rodin trở thành nữ viện trưởng đầu tiên của một học viện thuộc Ivy League, Đại học Pennsylvania. Năm 2002, Phó Viện trưởng Yale Alison Richard được chọn vào vị trí Phó Viện trưởng Đại học Cambridge. Tương tự, Phó Viện trưởng Susan Hockfield trở thành Viện trưởng Học viện Công nghệ Massachusetts trong năm 2004, và Phụ tá Phó Viện trưởng Kim Bottomly được bổ nhiệm vào chức vụ Viện trưởng Đại học Wellesley vào năm 2007.
Bên nam giới thì vào năm 2008, Phó Viện trưởng Andrew Hamilton đảm nhận vị trí Phó Viện trưởng Đại học Oxford. Trước đó, năm 2004, Phó Khoa trưởng Yale College Richard H. Brodhead được chọn làm Viện trưởng Đại học Duke.

## Khuôn viên đại học
Khuôn viên trung tâm của Yale tọa lạc ngay khu trung tâm New Haven, bao trùm một khu đất rộng 260 mẫu Anh (1,1 km2). Ngoài ra còn có sân golf Yale và khu bảo tồn thiên nhiên với diện tích tổng cộng là 500 mẫu Anh (2,0 km2) thuộc vùng thôn dã của Connecticut và Đảo Horse.
Yale nổi tiếng với khuôn viên đại học được xây dựng theo kiến trúc Gothic đại học (Collegiate Gothic), cũng như những tòa nhà được xem như hình mẫu trong kiến trúc: Phòng Triển lãm Nghệ thuật và Trung tâm Nghệ thuật Anh của Louis Kahn, sân trượt băng Ingalls, Ezra Stile College, và Morse College của Eero Saarinen, cũng như Tòa nhà Nghệ thuật & Kiến trúc của Paul Rudolph. Yale sở hữu và phục dựng nhiều tòa nhà nổi tiếng xây dựng từ thế kỷ 19 trên Đại lộ Hillhouse, được Charles Dickens gọi là con phố đẹp nhất nước Mỹ khi ông đến thăm Hoa Kỳ trong thập niên 1840.
Nhiều tòa nhà của Yale được thiết kế theo kiến trúc Gothic đại học từ năm 1917 đến 1931, phần lớn được cung cấp tài chính bởi Edward S. Harkness. Trên tường của các tòa nhà là những tác phẩm điêu khắc bằng đá khắc họa chân dung những nhân vật đại học đương thời như tác gia, vận động viên, một nhân vật công chúng đang uống trà, và sinh viên ngủ gật khi đang đọc sách. Tương tự, những tác phẩm trang trí chạm nổi của tòa nhà miêu tả những cảnh sinh hoạt thời ấy như cảnh sát rượt đuổi kẻ trộm hoặc bắt giữ gái buông hương (trên vách Trường Luật), cảnh một sinh viên đang thư giãn với một cốc bia hoặc một điếu thuốc lá. Kiến trúc sư James Gamble Rogers ứng dụng kỹ xảo giả cổ bằng cách cho đổ acid lên tường, đập vỡ có tính toán những cửa sổ kính có chứa chì, rồi chỉnh sửa chúng theo phong cách Trung Cổ, thiết kế những bệ tượng có điêu khắc trang trí rồi để trống để tạo cảm giác theo thời gian chúng đã bị hư hỏng hoặc mất cắp. Trong thực tế, những tòa này trông rất giống các kiến trúc thời Trung Cổ, mặc dù chúng được xây dựng trên nền móng bằng đá khối và có khung thép, những vật liệu phổ biến trong năm 1930. Một ngoại lệ là Tòa tháp Harkness, cao 216 foot (66 m), ban đầu là một kiến trúc với vật liệu xây dựng chính là đá, đến năm 1964 nó được gia cố trở thành Tháp chuông Tưởng niệm Yale.
Tòa nhà cổ nhất của khuôn viên đại học Yale là Sảnh Connecticut (xây dựng năm 1750) theo kiến trúc Georgian. Các tòa nhà kiến trúc Georgian được xây dựng từ năm 1929 đến 1933 gồm có Trường Timothy Dwight, Trường Pierson, và Trường Davenport.
Thư viện Bản thảo và Sách hiếm Beinecke do Gordon Bunshaft thiết kế là một trong những tòa nhà lớn nhất thế giới dành riêng cho việc bảo tồn sách và bản thảo hiếm, tọa lạc gần trung tâm viện đại học ở Hewitt Quadrangle, được biết đến nhiều hơn với tên "Quảng trường Beinecke".

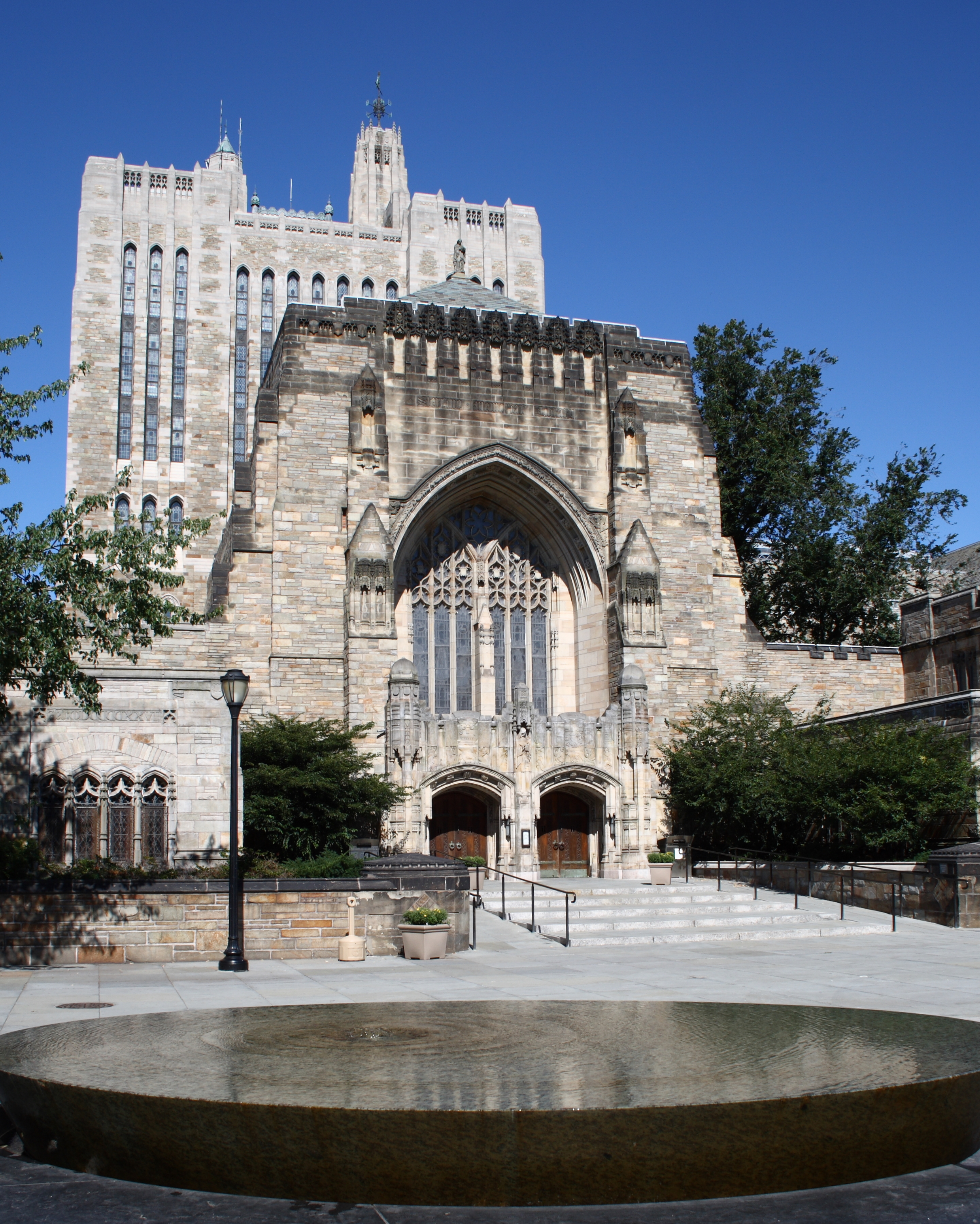
Thư viện Tưởng niệm Sterling

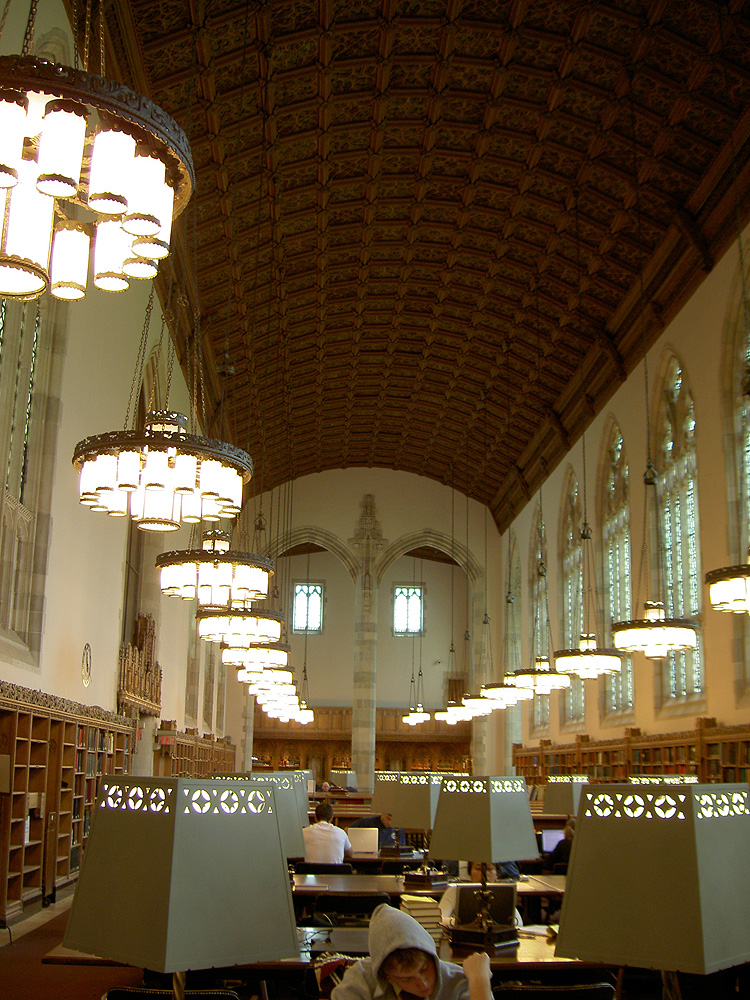
Phòng đọc sách Starr
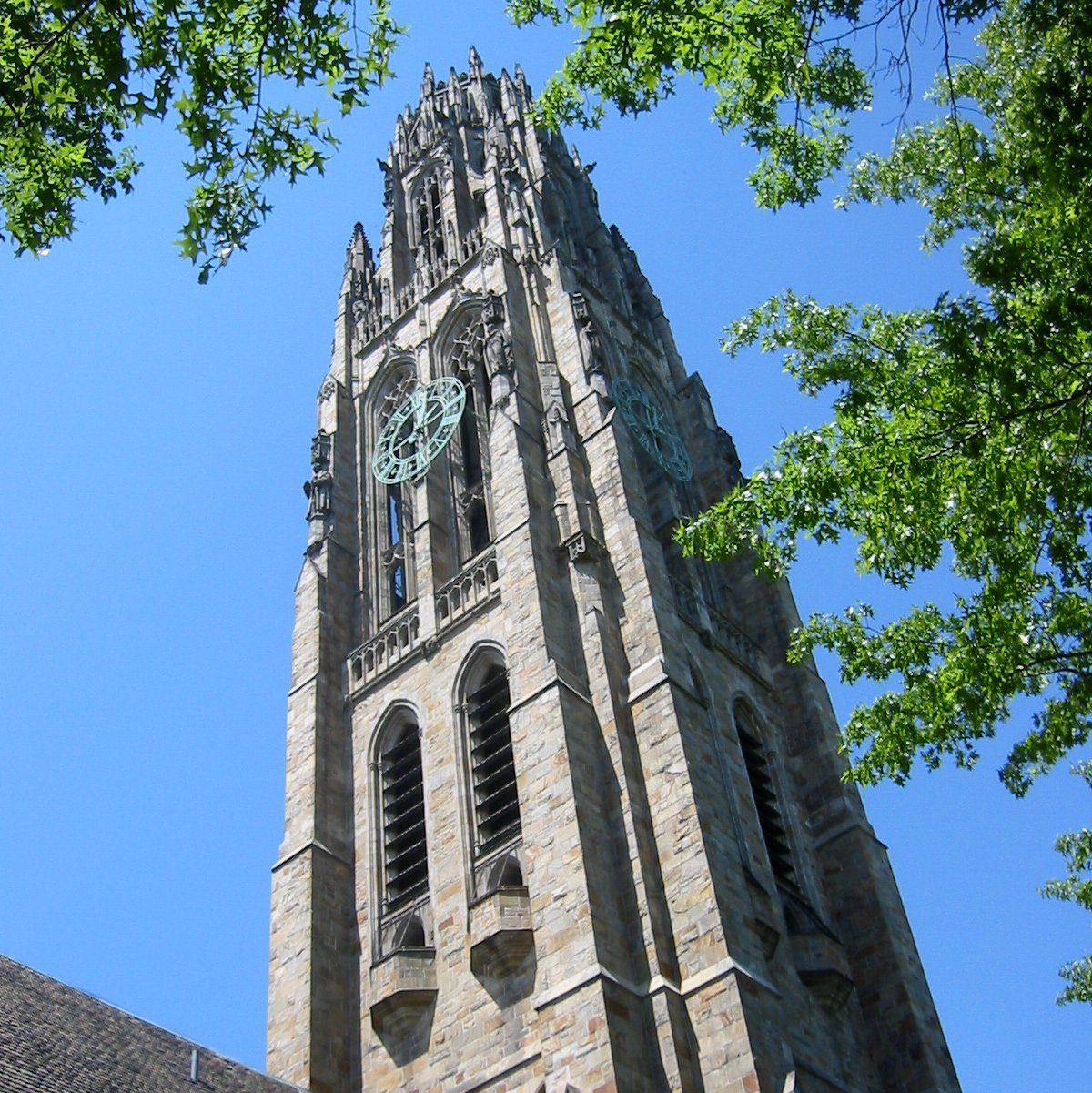
Tháp Harkness
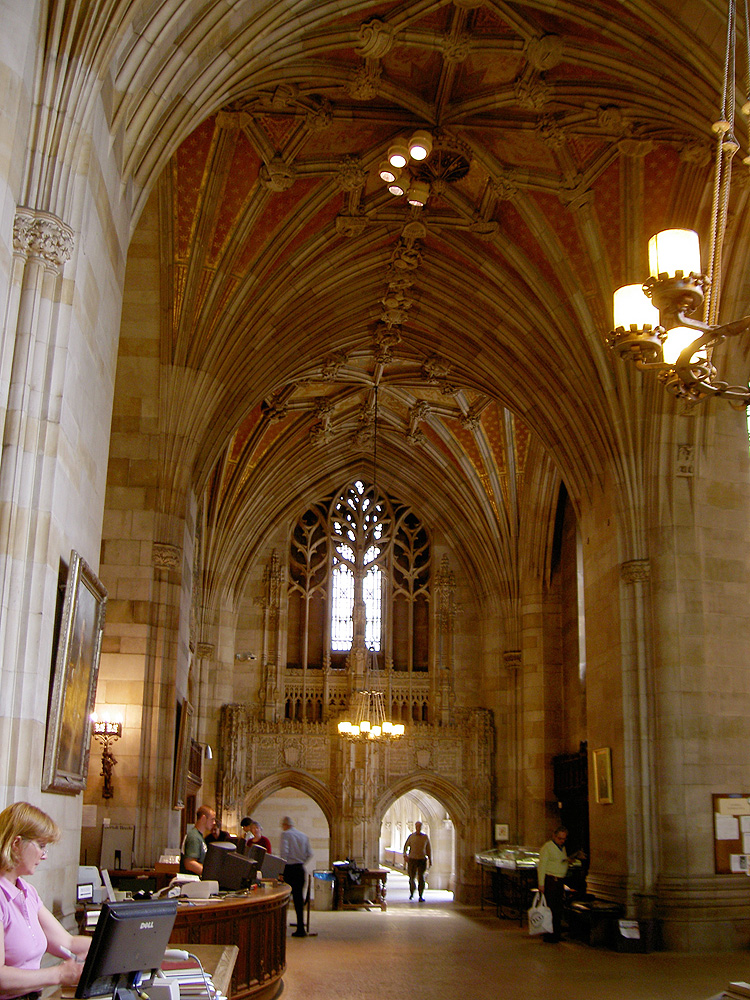
Bàn Tiếp tân Thư viện
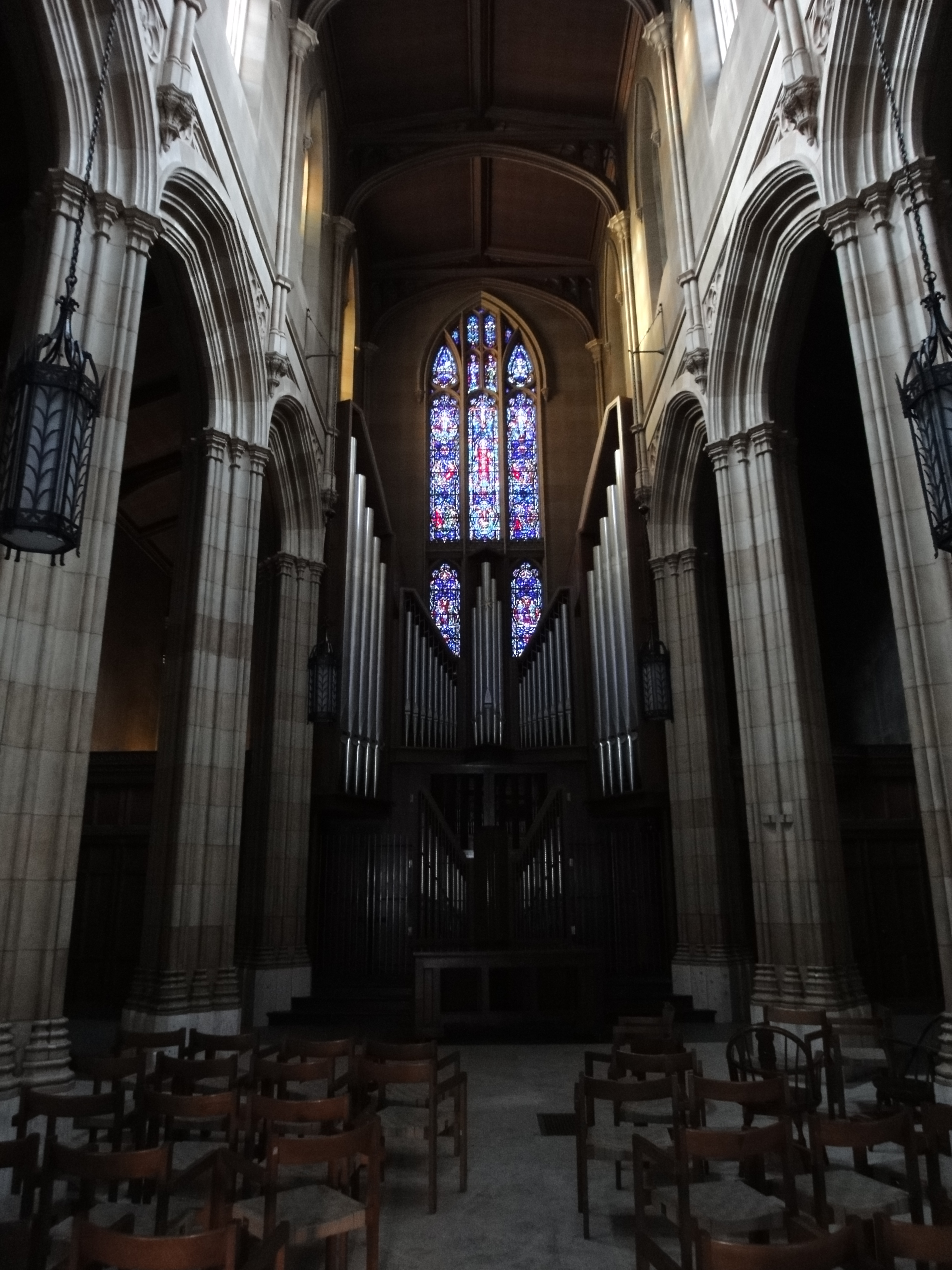
Nhà nguyện Tưởng niệm
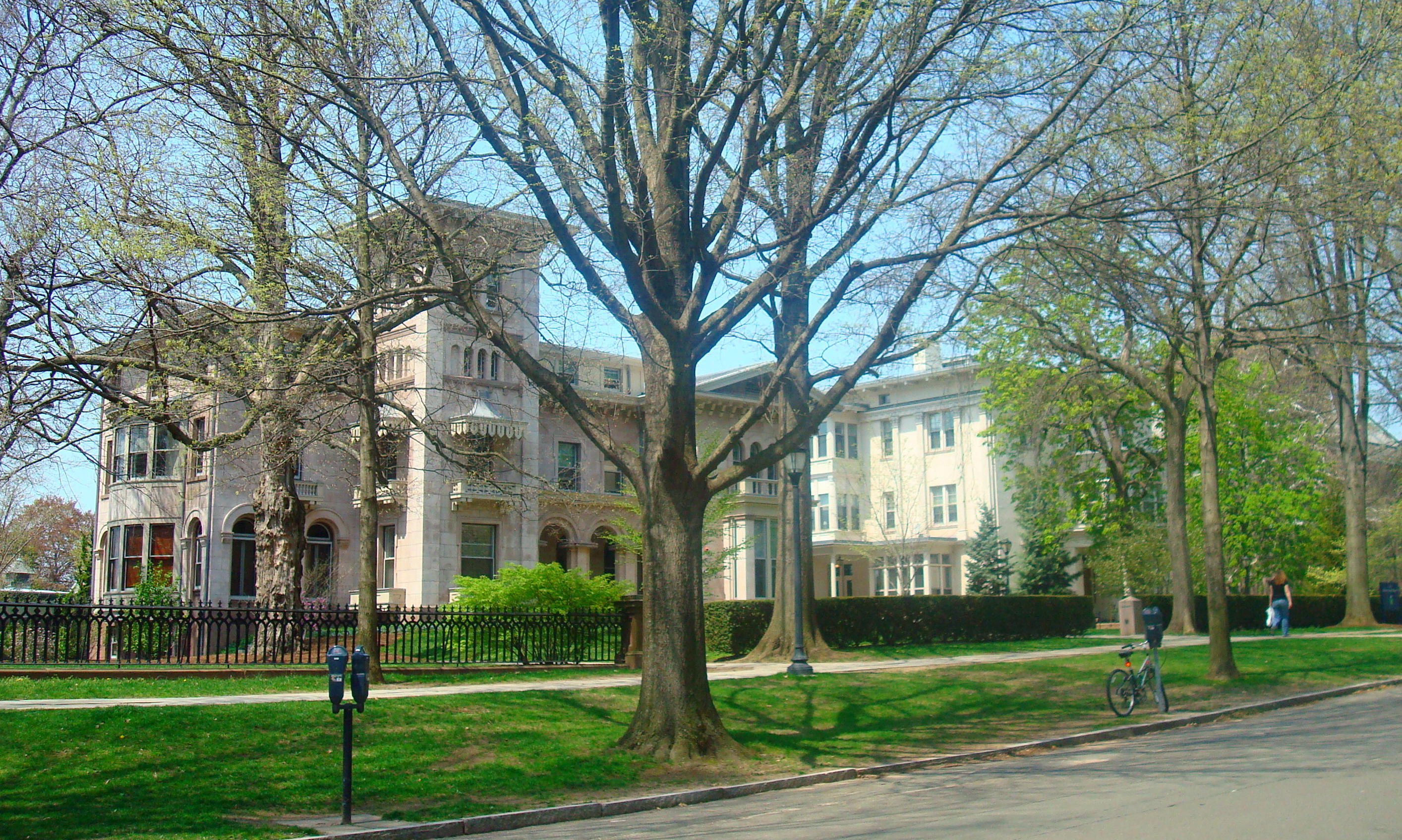
Trường Quản lý
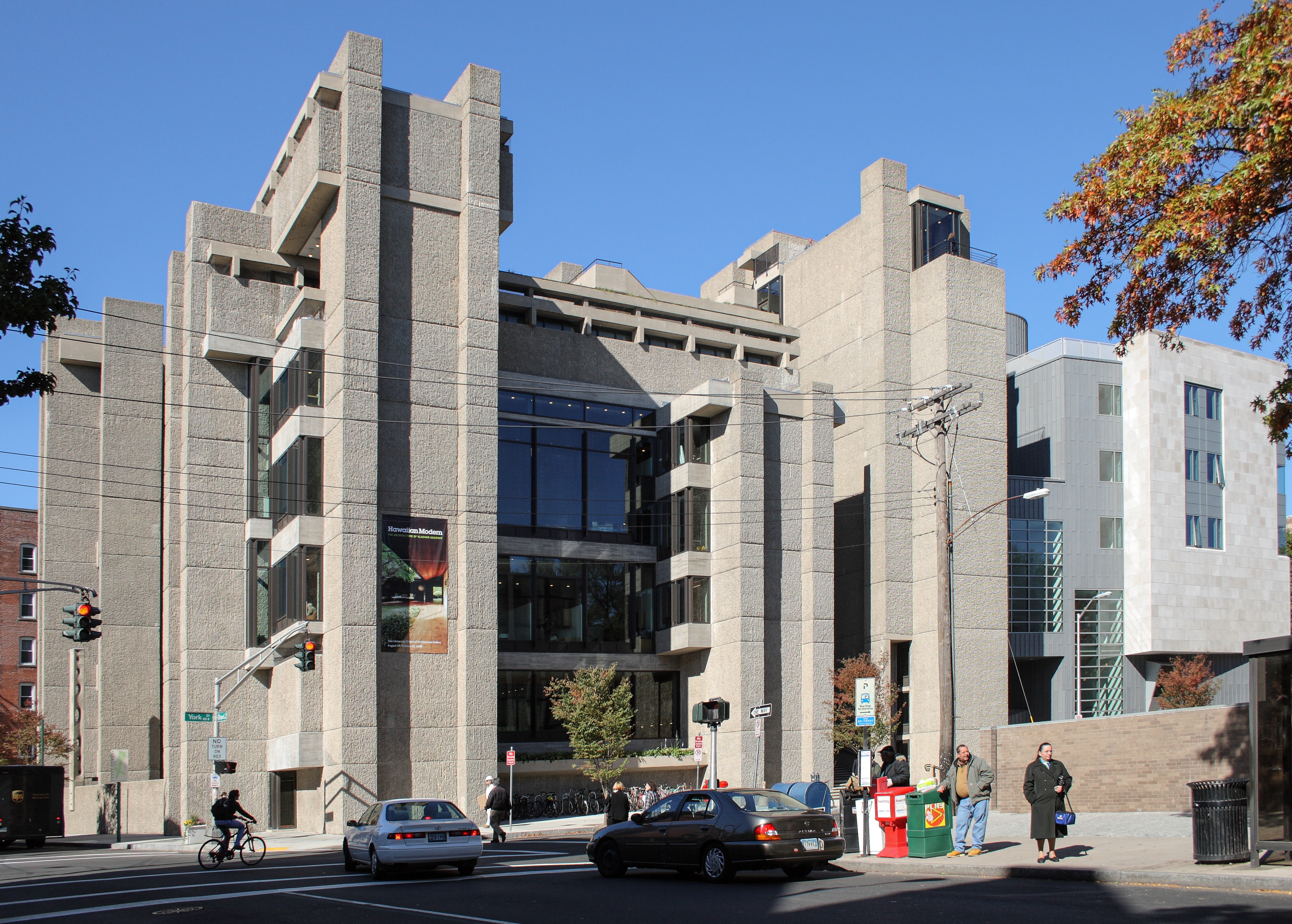
Trường Kiến trúc
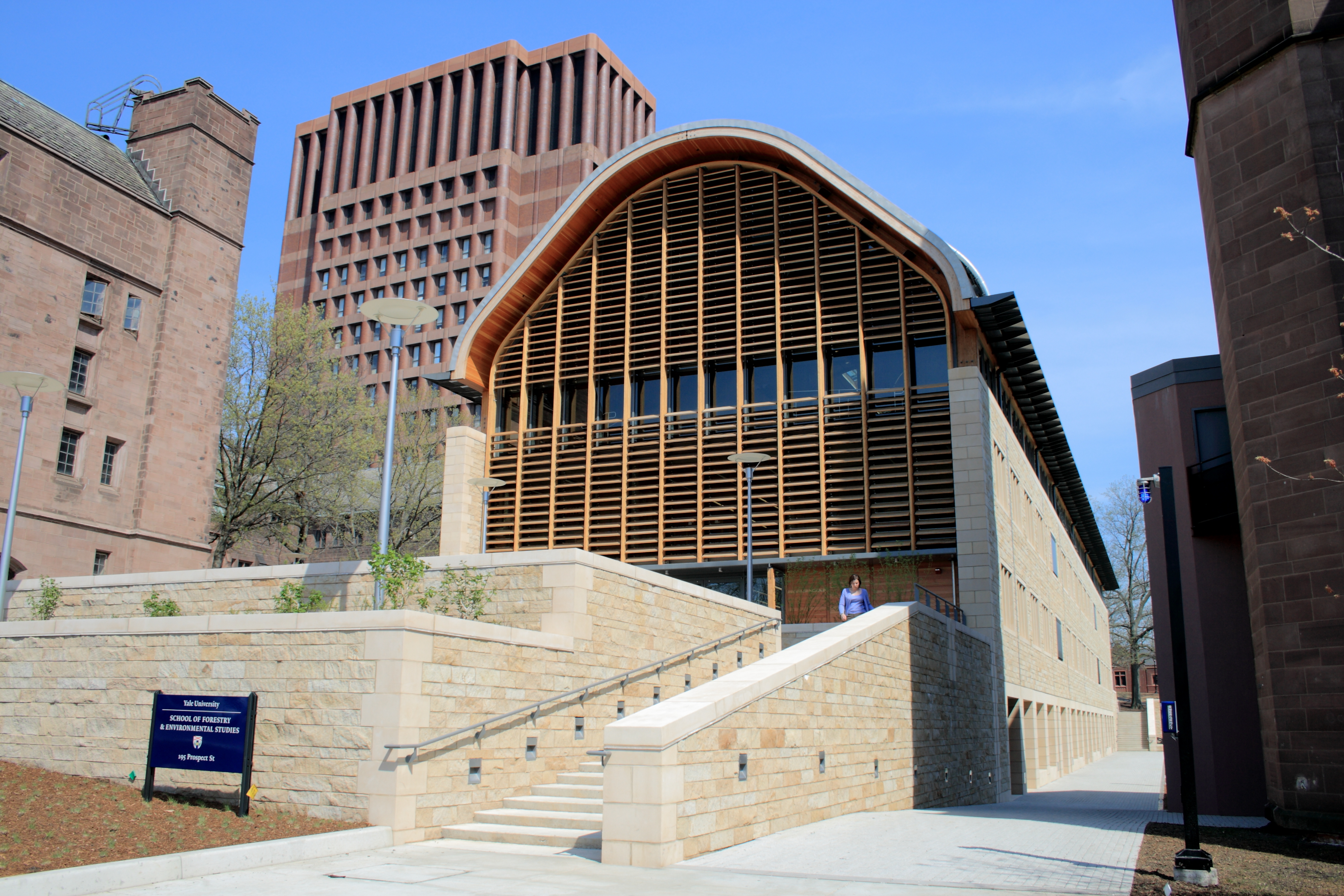
Trường Lâm nghiệp
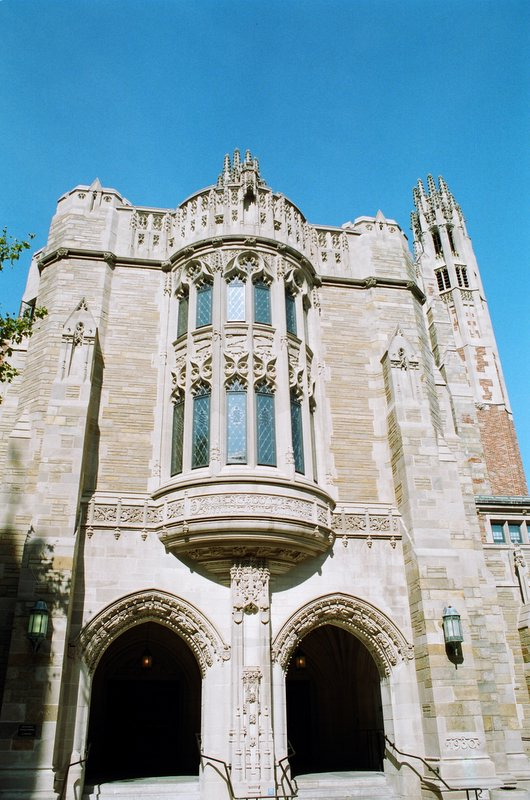
Trường Luật
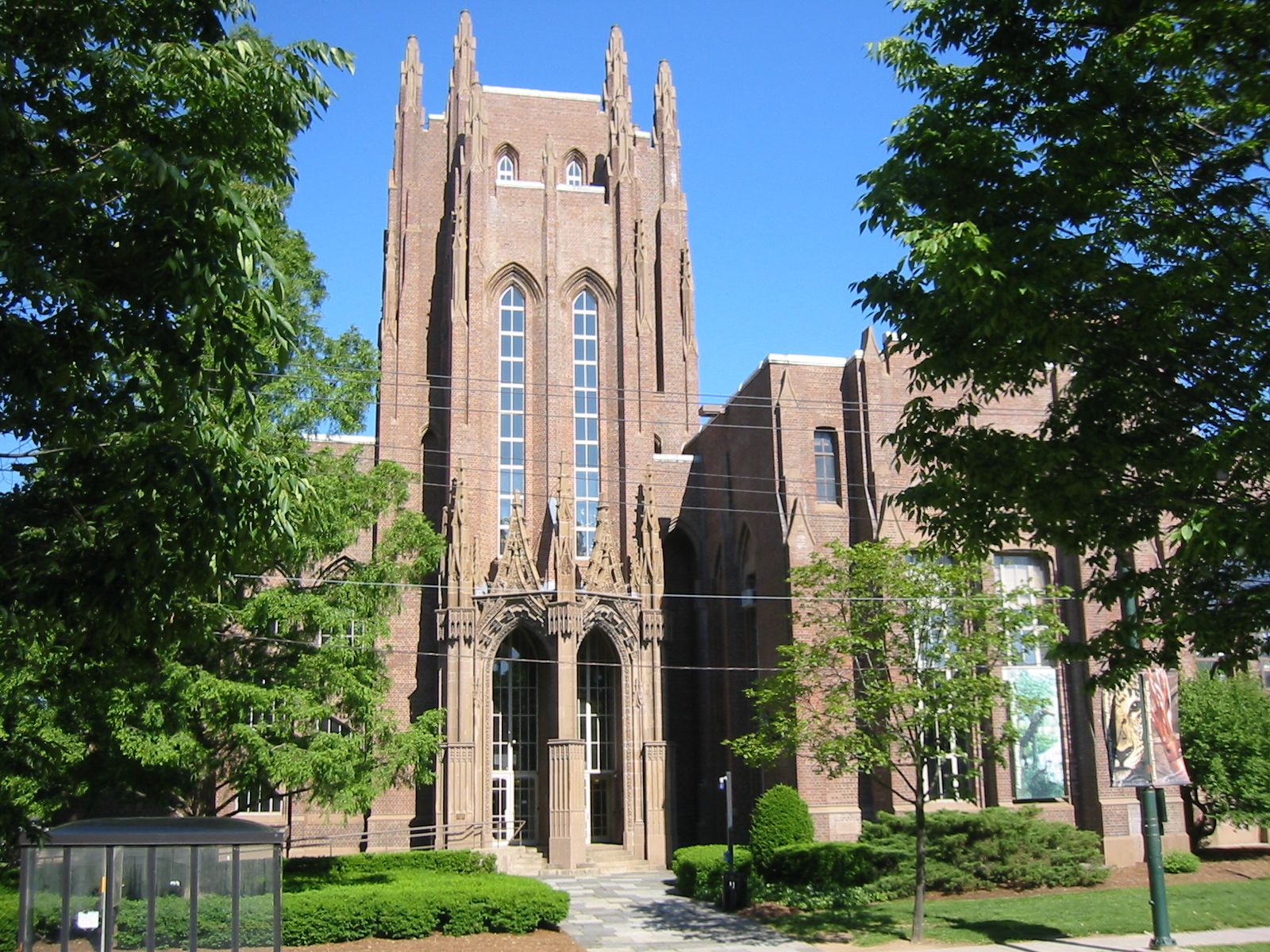
Bảo tàng Peabody
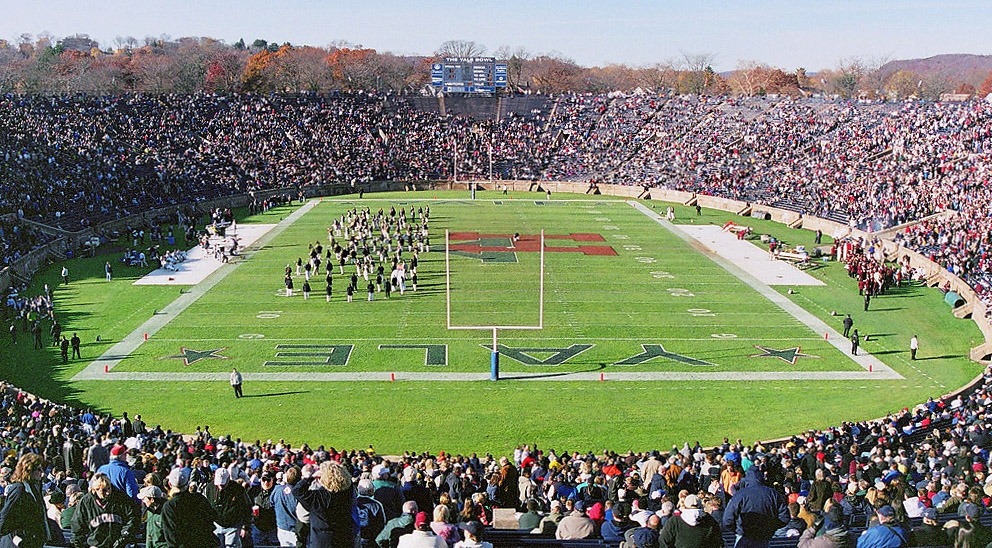
The Yale Bowl

### An ninh
Ngoài Phòng Cảnh sát Đại học Yale, thành lập năm 1894, còn có các dịch vụ an ninh khác như điện thoại xanh, hộ tống, và xe buýt con thoi.
Trong những thập niên 1970 và 1980, nghèo khổ và tội phạm bạo lực nổi lên ở New Haven ảnh hưởng đến nỗ lực tuyển sinh của Yale. Từ năm 1990 đến 2006, mức tội phạm xuống còn một nửa nhờ chiến lược cảnh sát cộng đồng của Cảnh sát New Haven và khuôn viên đại học Yale trở thành địa điểm an toàn nhất trong Ivy League.
Trong quãng thời gian từ năm 2002 đến 2004, có 14 báo cáo về tội phạm bạo lực tại Yale (giết người, tấn công nghiêm trọng, và tấn công tình dục), trong khi tại Harvard con số này là 83, Princeton là 24, và Stanford là 54.

## Học thuật

### Tuyển sinh
Trong kỳ tuyển sinh cho khóa sẽ tốt nghiệp vào năm 2016, Yale sẽ nhận 1 975 sinh viên trong tổng số thí sinh kỷ lục 28 975, đạt mức thấp nhất cho một kỳ tuyển sinh 6, 8%. Hơn 50% sinh viên Đại học Yale được hỗ trợ tài chính, hầu hết là những khoản trợ cấp (grant) và học bổng. Trị giá trung bình một học bổng ở Yale là 35 400 USD một năm.
Một nửa số sinh viên hệ cử nhân tại Yale là nữ, hơn 30% thuộc các chủng tộc thiểu số, và 8% là sinh viên quốc tế. Trong tổng số sinh viên, 55% từng học trường công, và 45% tốt nghiệp từ các trường tư thục, tôn giáo hoặc quốc tế.

### Những bộ sưu tập

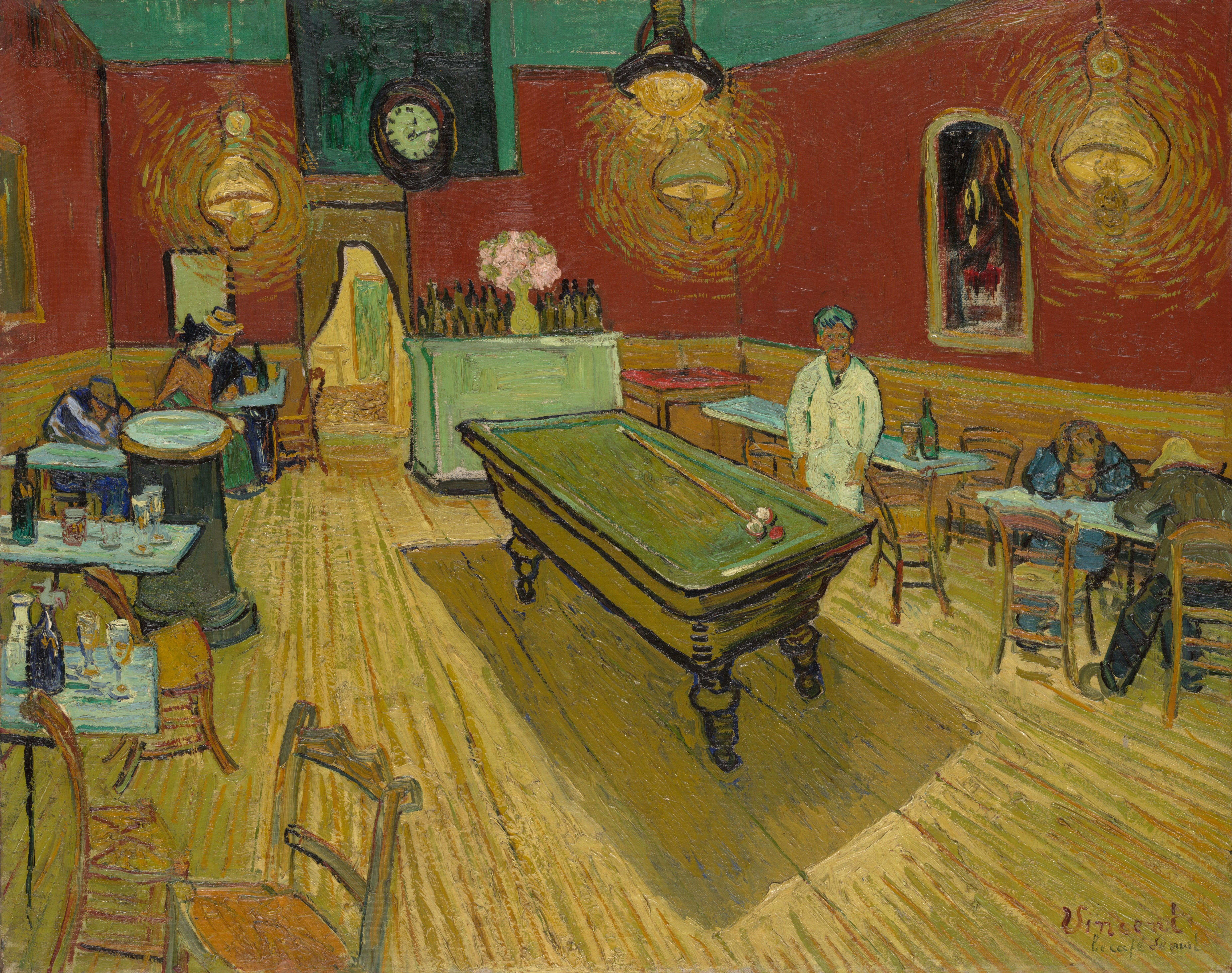
The Night Café, Vincent van Gogh, 1888, Yale Art Gallery.

Thư viện Đại học Yale, với hơn 12 triệu đầu sách, là thư viện đại học lớn thứ hai tại Hoa Kỳ. Cơ sở chính, Thư viện Tưởng niệm Sterling, chứa hơn 4 triệu đầu sách.
Có nhiều sách hiếm được tìm thấy trong các bộ sưu tập của Yale. Thư viên Sách hiếm Beinecke có một bộ sưu tập lớn sách và bản thảo hiếm. Thư viện Y khoa Harvey Cushing/Johnh Hay Whitney có những văn bản y khoa có tính lịch sử, bao gồm những quyển sách hiếm cũng như các thiết bị y tế có tính lịch sử. Thư viện Lewis Walpole chứa bộ sưu tập lớn nhất về các tác phẩm văn học Anh. Câu lạc bộ Elizabeth, về mặt kỹ thuật là một tổ chức tư nhân, cung cấp cho những nhà nghiên cứu ở Yale những trang rời cũng như các ấn bản đầu tiên thời kỳ Elizabeth.
Những bộ sưu tầm bảo tàng của Yale có giá trị quốc tế. Phòng Triển lãm Nghệ thuật Đại học Yale là bảo tàng viện nghệ thuật đầu tiên trong hệ thống bảo tàng viện thuộc các viện đại học, chứa hơn 180 000 tác phẩm, trong đó có những tác phẩm của các danh họa xưa và những bộ sưu tập quan trọng thuộc nghệ thuật hiện đại. Trung tâm Nghệ thuật Anh của Yale là bộ sưu tập nghệ thuật Anh lớn nhất bên ngoài nước Anh, khởi đầu với sự hiến tặng của Paul Mellon. 
Bảo tàng Lịch sử Thiên nhiên Peabody có những bộ sưu tập về nhân học, khảo cổ học, và môi trường thiên nhiên. 

### Xếp hạng
Năm 2012, tờ U.S. News & World Report xếp Yale đứng hạng ba trong số các viện đại học ở Hoa Kỳ; trong 15 năm qua, Yale luôn ở vị trí này, đứng sau hoặc đồng hạng với Princeton hay Harvard. Năm 2011, Yale đứng thứ tư trong bảng xếp hạng QS World University Rankings, và thứ 10 trong năm 2010 theo Times Higher Education World University Rankings. (Năm 2010 Times Higher Education World University Rankings và QS World University Rankings tách ra.) Yale ở trong năm hạng đầu từ bốn năm qua. Năm 2010, Academic Ranking of World Universities của Đại học Jiao Tong Thượng Hải chọn Yale vào vị trí thứ 11, ARWU cũng xếp Yale thứ 25 về Khoa học Tự nhiên và Toán học, từ 76 đến 100 trong về Kỹ thuật và Khoa học Điện toán, hạng 9 về Đời sống và Nông nghiệp, 21 về Y khoa Lâm sàng và Dược, và hạng 8 về Khoa học Xã hội.

## Giảng dạy, nghiên cứu, và truyền thống trí thức
Yale College là nguồn cung cấp nghiên cứu sinh tiến sĩ lớn thứ 10 cho Hoa Kỳ, và là nguồn lớn nhất của Ivy League.
Ban Ngữ văn Anh và Văn học So sánh tham dự vào Phong trào New Criticism. Nhưng tên tuổi của phong trào này như Robert Penn Warren, W. K. Wimsatt, và Cleanth Brooks đều thuộc ban giảng huấn của Yale. Ban Sử của Yale xuất phát từ những trào lưu trí thức quan trọng. Những nhà sử học như C. Vann Woodward và David Brion Davis đều có công trong việc xây dựng nguồn sử gia miền Nam từ những thập niên 1960 và 1970. Trường Âm nhạc Yale giúp thúc đẩy sự phát triển môn lý thuyết âm nhạc trong hạ bán thế kỷ 20. Tạp chí Lý thuyết Âm nhạc được thành lập năm 1957; Allen Forte và David Lewin là những giáo sư và học giả có nhiều ảnh hưởng.

## Nếp sống Đại học
Yale là một đại học nghiên cứu quy mô trung bình, hầu hết sinh viên thuộc các trường cao học hoặc chuyên ngành. Sinh viên hệ cử nhân, thuộc Yale College, đến từ nhiều thành phần chủng tộc, quốc tịch, và giai tầng khác nhau. Trong tổng số sinh viên năm thứ nhất niên khóa 2010 – 2011, 10% không phải công dân Hoa Kỳ, và 54% tốt nghiệp trung học công lập.
Yale có quan điểm cởi mở đối với cộng đồng đồng tính nam. Do những hoạt động tích cực của cộng đồng đồng tính luyến ái vào cuối thập niên 1980, Yale bị gán cho biệt danh "Gay Ivy".

### Các Trường, Khoa
Yale có một mạng lưới gồm 12 trường đại học. Mỗi trường có hiệu trưởng và ban giảng huấn riêng. Mỗi trường cũng có các công trình kiến trúc đặc thù, sân trường, phòng họp, phòng học, và phòng ăn; ngoài ra còn có nhà nguyện, thư viện, sân bóng squash, bàn bi-a, quán cà-phê... Mỗi trường thuộc Đại học Yale tự tổ chức các khóa chuyên đề, các sự kiện xã hội, hầu hết đều mở cửa cho sinh viên đến từ các trường khoa khác.
Tên các trường khoa được đặt theo các nhân vật hoặc các địa danh quan trọng trong lịch sử Đại học Yale.

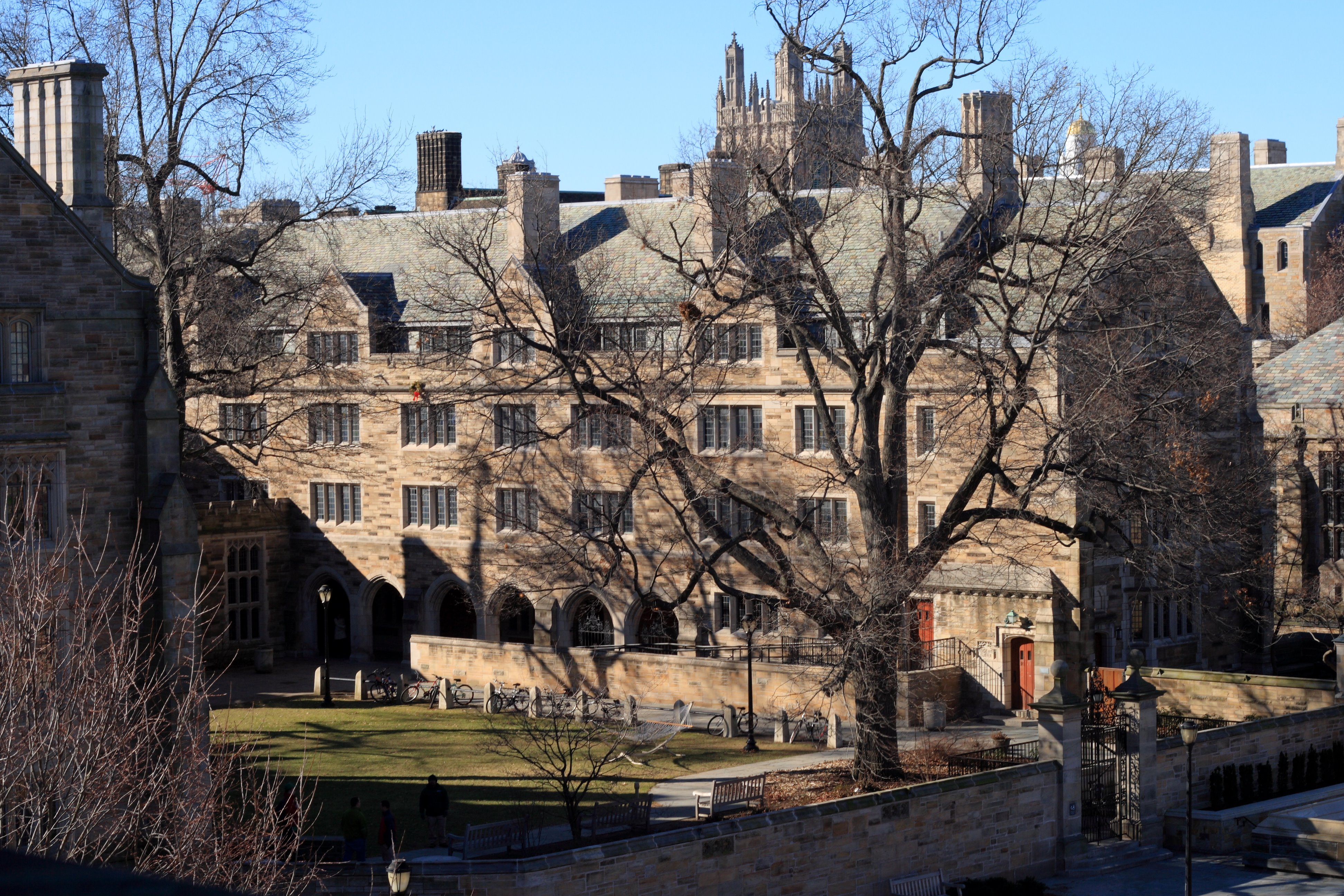
Berkeley College
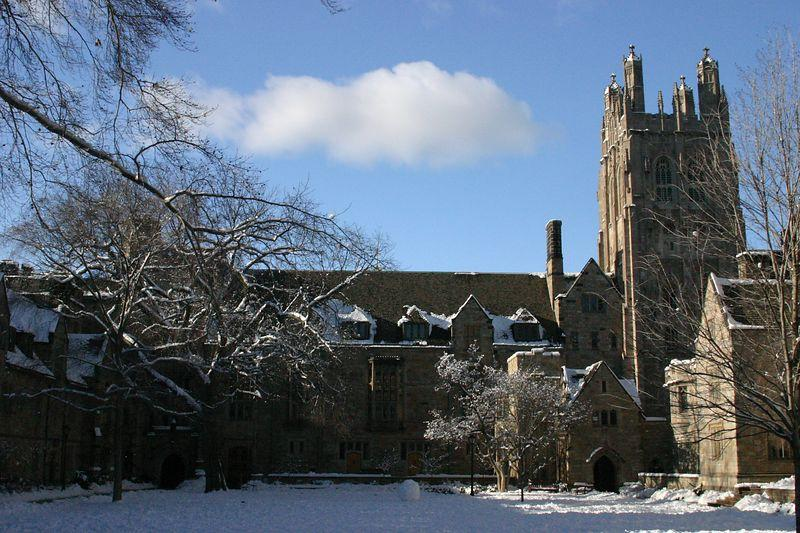
Branford College
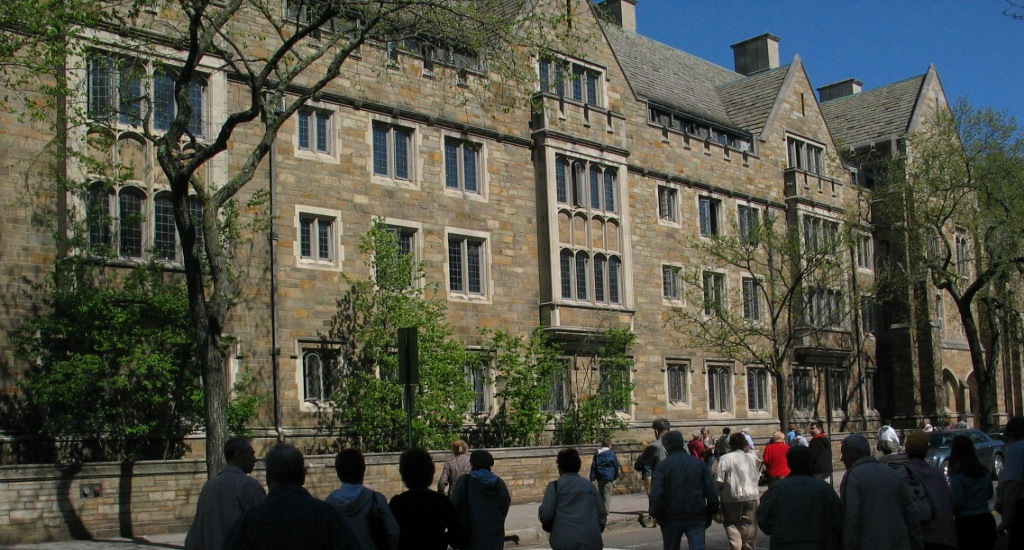
Calhoun College
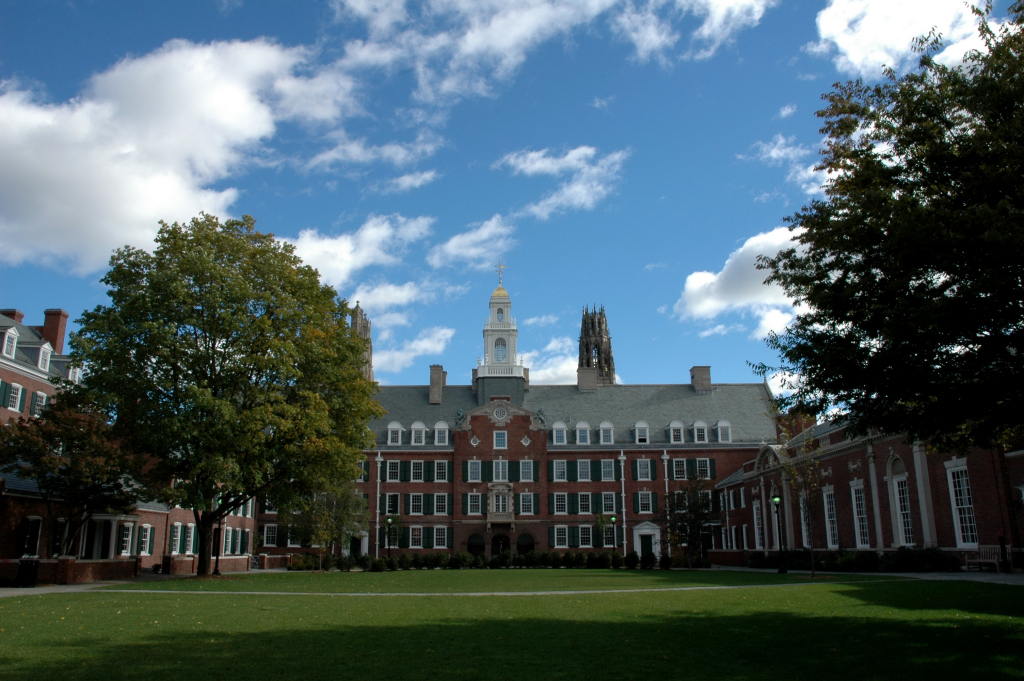
Davenport College
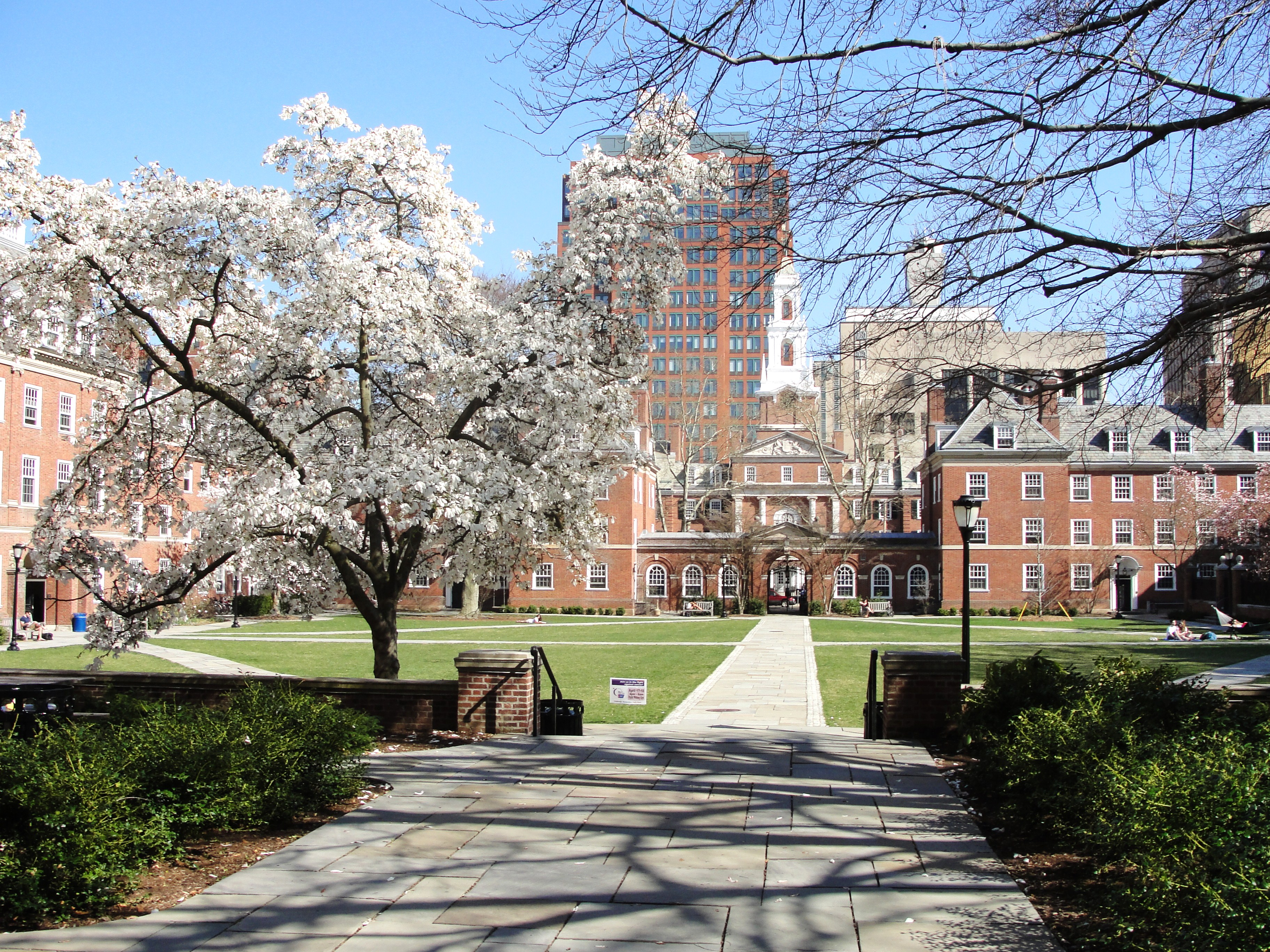
Silliman College

### Danh sách các Trường Khoa
Dưới đây là các Trường Khoa thuộc Đại học Yale.
1. Berkeley College, vinh danh Giám mục Anh giáo George Berkeley (1685–1753), nhà tài trợ cho Yale từ lúc ban đầu.[74]
2. Branford College, theo địa danh Branford, Connecticut, nơi Yale tọa lạc trong một thời gian ngắn.[75]
3. Calhoun College, vinh danh John C. Calhoun, Nghị sĩ Quốc hội, Phó Tổng thống Hoa Kỳ.[76]
4. Davenport College, vinh danh Mục sư John Davenport, người thành lập New Haven. Trường thường được gọi tắt là "D'port".[77]
5. Ezra Stiles College, vinh danh Mục sư Ezra Stiles, một viện trưởng của Yale. Trường thường được gọi là Generally "Stiles".[78]
6. Jonathan Edwards College, vinh danh nhà thần học, cựu sinh viên Yale, và người đồng sáng lập Đại học Princeton Jonathan Edwards. Thường gọi tắt là "J.E." Đây là trường lâu đời nhất trong hệ thống trường khoa của Yale.[79]
7. Morse College, vinh danh Samuel F. B. Morse, nhà sáng chế Mã Morse và điện báo.[80]
8. Pierson College, vinh danh viện trưởng đầu tiên của Yale, Abraham Pierson.[81] Có một bức tượng của Abraham Pierson tại Old Campus.[82]
9. Saybrook College, theo tên Old Saybrook, Connecticut, nơi Yale được thành lập.[83]
10. Silliman College, vinh danh nhà khoa học, giáo sư tại Yale Benjamin Silliman. Một nửa cơ sở của Silliman College trước đây thuộc Trường Khoa học Sheffei, trường này cũng thuộc Yale.[84]
11. Timothy Dwight College, vinh danh hai viện trưởng cùng tên, Timothy Dwight IV và Timothy Dwight V. Thường gọi tắt là "T.D."[85]
12. Trumbull College, vinh danh Jonathan Trumbull, Thống đốc đầu tiên của Connecticut.[86]

### Các tổ chức sinh viên
Đại học Yale có những loại tập san, tạp chí, và nhật báo của sinh viên, trong đó có Yale Daily News, xuất bản từ năm 1878, tuần san Yale Herald từ năm 1986, và The Yale Record từ năm 1872, đây là tạp chí hài lâu đời nhất ở Mỹ. Dwight Hall, một tổ chức cộng đồng độc lập, bất vụ lợi với hơn 2 000 sinh viên hoạt động trong hơn 70 dịch vụ cộng đồng tại New Haven. Hội đồng Yale College điều hành những đơn vị quản lý các dịch vụ và sinh hoạt sinh viên. Hội Kịch nghệ Yale và Bulldog Productión cung ứng cho các cộng đồng kịch nghệ và điện ảnh. 
Liên minh Chính trị Yale có sự tư vấn của những chính trị gia là cựu sinh viên như John Kerry và George Pataki.
Cũng có các hội ái hữu dành cho nam hoặc nữ sinh viên. Trong số 18 nhóm a cappella của Yale, nổi tiếng nhất là The Whiffenpoofs.
Các hội kín của Yale có Skull and Bones, Scroll and Key, Wolf's Head, Book and Snake, Elihu, Berzelius, St. Elmo, Manuscript, và Mace and Chain.
Câu lạc bộ Elizabeth thu hút các sinh viên đại học, sinh viên cao học, ban giảng huấn và nhân viên nhà trường quan tâm đến văn học và nghệ thuật.

### Thể thao

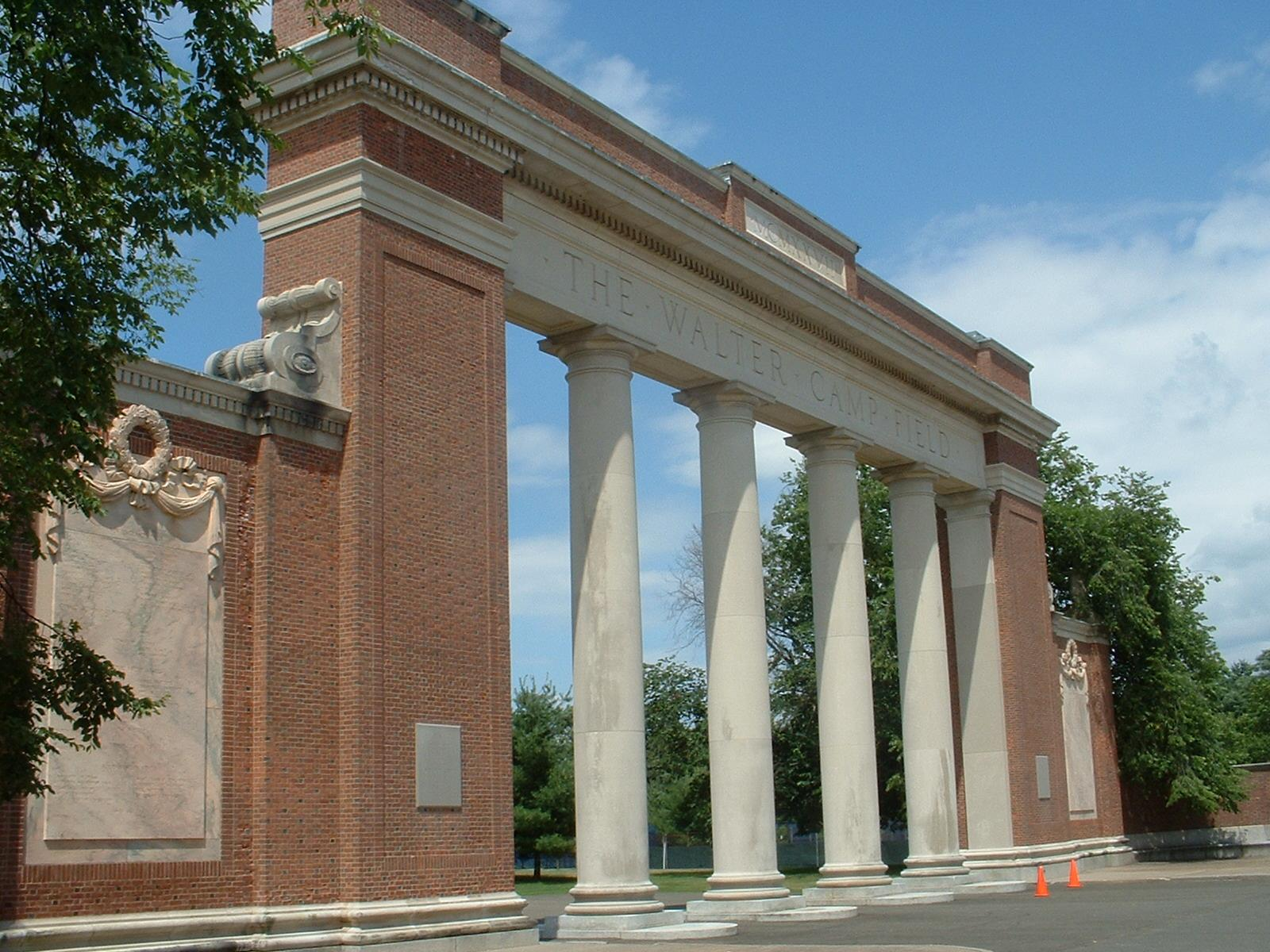
Cổng Walter Camp tại Phức hợp Thể thao Yale.

Yale hỗ trợ cho 35 đội thể thao thi đấu cho các giải Ivy League, Thể thao Đại học miền Đông, và Hội Thuyền buồm Liên đại học. Các đội thể thao của Yale cũng tranh tài trong Bảng I Hiệp hội Thể thao Đại học Quốc gia (NCAA). Giống các thành viên khác thuộc Ivy League, Yale không cung cấp học bổng thể thao.
Các cơ sở thể thao của Yale gồm có Yale Bowl (sân vận động "bowl" tự nhiên đầu tiên của quốc gia, và là hình mẫu cho những sân vận động như Los Angeles Memorial Coliseum, và Rose Bowl), tọa lạc trong khu phức hợp thể thao Walter Campt, và Payne Whitney Gymnasium, phức hợp thể thao trong nhà lớn thứ hai trên thế giới. Ngày 21 tháng 9 năm 2000 khánh thành cơ sở đua thuyền thứ tư của Yale trong 157 năm tranh tài môn đua thuyền đại học. Nhà đua thuyền Richard Gilder vinh danh vận động viên Olympic môn đua thuyền năm 79 Virginia Gilder và cha của cô Richard Gilder, Olympic '54, người đã tặng 4 triệu USD trong tổng số 7, 5 triệu USD dành cho đề án. Yale cũng quản lý Gales Ferry, địa điểm huấn luyện cho Đội đua thuyền Yale-Havard.
Đội đua thuyền của Yale là đội thể thao đại học đầu tiên ở Mỹ giành huy chương vàng Olympic 1924 và 1956 cho giải đua thuyền tám người. Câu lạc bộ thuyền buồm Yale Corinthian, thành lập năm 1881, là câu lạc bộ thuyền buồm đại học lâu đời nhất trên thế giới.
Năm 1896, đội Yale và đội Johns Hopkins thi đấu trận hockey trên băng đầu tiên ở Hoa Kỳ.

## Người nổi tiếng

### Nhà tài trợ
Yale được nhiều người hỗ trợ tài chính. Trong số những nhà tài trợ lớn được tưởng niệm tại đại học có: Elihu Yale; Jeremiah Dummer; gia đình Harness (Edward, Anna, và William); gia đình Beinecke (Edwin, Frederick, và Walter); John William Sterling; Payne Whitney; Josephs E. Sheffiled, Paul Mellon, Charles B. G. Murphy, và William K. Lanman. Cựu sinh viên Yale niên khóa 1954, dưới sự hướng dẫn của Richard Gilder, quyên tặng 70 triệu USD nhân lễ kỷ niệm 50 năm họp mặt.

### Cựu sinh viên và ban giảng huấn

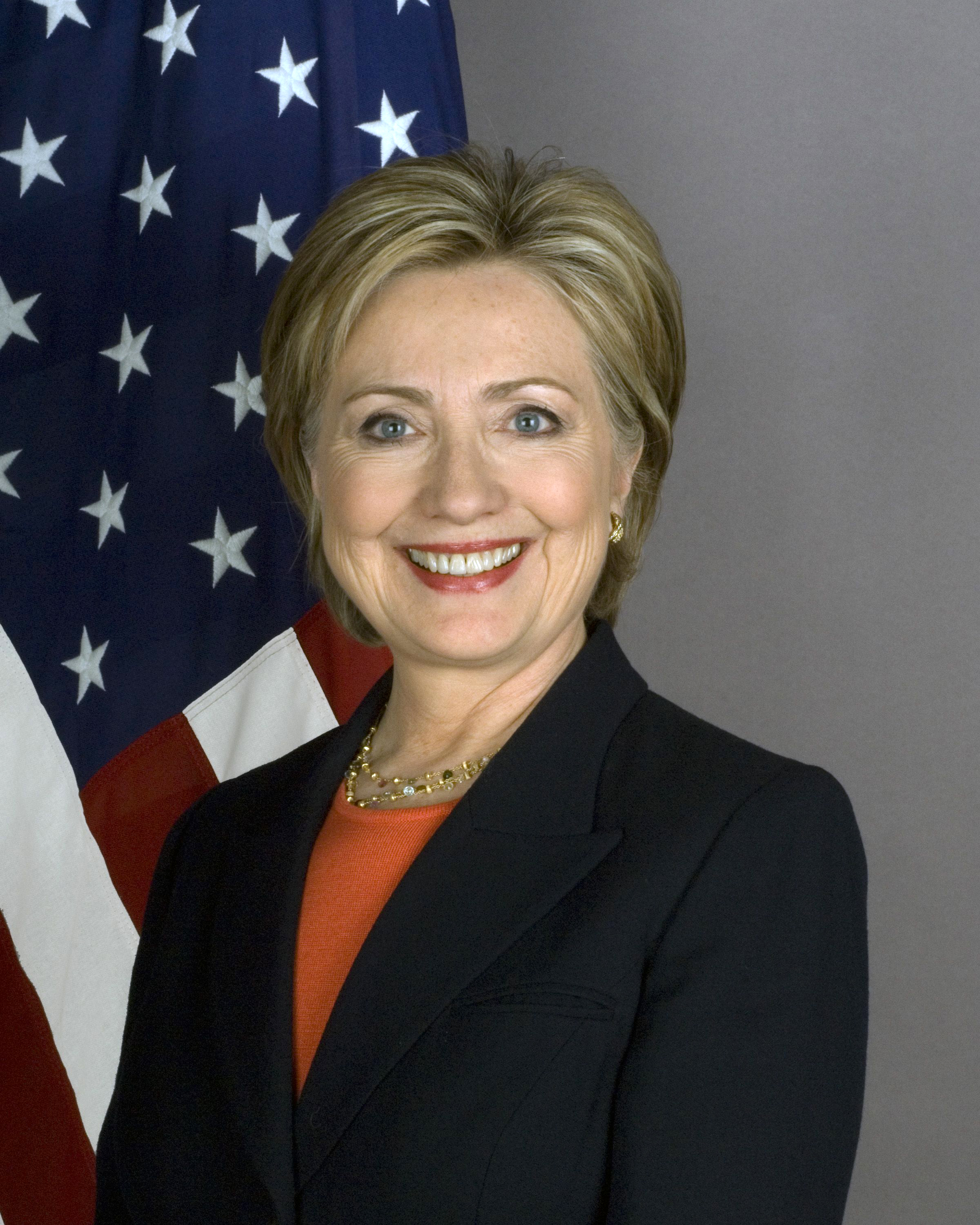
Hillary Clinton, cựu sinh viên Trường Luật Yale ('73).

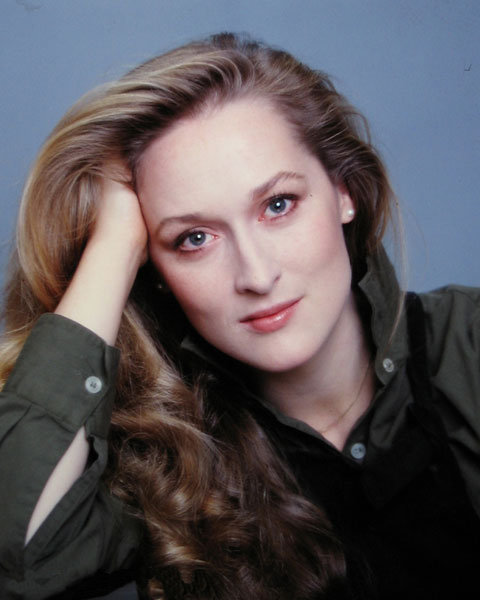
Meryl Streep (1976), một năm sau khi tốt nghiệp Trường Kịch nghệ Yale.

Nhiều cựu sinh viên Yale nổi tiếng trong các lĩnh vực khác nhau. Trong số họ có các Tổng thống Hoa Kỳ William Howard Taft, Gerald Ford, George H.W. Bush, Bill Clinton và George W. Bush; Thủ tướng Ý Mario Monti; các thẩm phán Tối cao Pháp viện Hoa Kỳ Sonia Sotomayor, Samuel Alito và Clarence Thomas; các ngoại trưởng Hoa Kỳ Hillary Rodham Clinton, Cyrus Vance, và Dean Acheson; ứng cử viên tổng thống Đảng Dân chủ John Kerry; các tác gia Sinclair Lewis, Stephen Vincent Benét, và Tom Wolfe; nhà soạn từ điển Noah Webster; những nhà sáng chế Samuel F.B. Morse và Eli Whitney; nhà ái quốc và là điệp báo đầu tiên Nathan Hale; nhà thần học Jonathan Edwards; các diễn viên và đạo diễn được trao giải Oscar Paul Newman, Vincent Price, Meryl Streep, Jodie Foster, Frances McDormand, Angela Bassett, Elia Kazan, George Roy Hill, Oliver Stone, và Michael Cimino; Viện trưởng Đại học Rose Bruford về Sân khấu và Trình diễn ở Luân Đôn Michael Early; "Ông tổ môn bóng bầu dục Mỹ" Walter Camp; những nhà soạn nhạc Charles Ives, và Cole Porter; nhà sáng lập Đoàn Hòa bình Sargent Shriver; nhà tâm lý học trẻ em Benjamin Spock; nhà điêu khắc Richard Serra; nhà phê bình điện ảnh Gene Siskel; nhà bình luận trên truyền hình Dick Cavett, và Anderson Cooper; chuyên gia William F. Buckley, Jr., và Fareed Zakaria; đồng sáng lập tạp chí Time và là người sáng lập phương phap báo chí hiện đại Briton Hadden, cùng đồng sáng lập còn lại Henry Luce; Tổng thống Mexico Ernesto Zedillo; Tổng thống Đức Karl Carstens; Tổng thống Philippines Jose Paccino Laurel; quán quân giải Nobel Kinh tế và tác gia Paul Krugman, Robert Shiller; nhà phát minh cyclotron và là người đoạt giải Nobel Vật lý Ernest Lawrence; giám đốc Đề án Gene con người Francis S. Collins; nhà kinh tế học Irving Fishcher, nhà toán học và hóa học Josiah Willard Gibbs; Morgan Stanley người sáng lập Harold Stanley; CEO Boeing James McNerney; người sáng lập FedEx Frederick W. Smith; Thủ tướng Thổ Nhĩ Kỳ Tansu Çiller; chủ tịch Time Warner Jeffrey Bewkes; các kiến trúc sư Eero Saarinen, và Norman Foster.

## Yale trong văn học và văn hóa phổ thông
Đại học Yale, một trong những viện đại học lâu đời nhất ở Hoa Kỳ, được nhắc đến như là một định chế sản sinh nhiều người thuộc thành phần ưu tú của xã hội. Khung cảnh nhà trường, cựu sinh viên, sinh viên đang theo học là những nhân tố xuất hiện trong các tác phẩm văn chương và trong văn hóa phổ thông ở Hoa Kỳ. Lấy thí dụ, cuốn tiểu thuyết "Stover at Yale" của Owen Johnson, dẫn dắt người đọc dõi theo những diễn biến nghề nghiệp trong đại học của Dink Stover và Frank Merriwell, là hình mẫu cho những tiểu thuyết thể thao tuổi thiếu niên sau này, chơi bóng bầu dục, bóng chày, đua thuyền, và điền kinh tại Yale, đồng thời giải quyết những ẩn khuất và sửa chữa những sai lầm. Đại học Yale cũng được nhắc đến trong cuốn tiểu thuyết "The Great Gatsby" của F. Scott Fitzgerald. Nick Carraway và Tom Buchanan đều tốt nghiệp từ Yale. Nick viết một loạt bài xã luận cho tờ Yale News trong khi Tom là "một trong những hậu vệ giỏi nhất từng chơi bóng bầu dục tại New Haven."

### Hội kín
- Robbins, Alexandra, Secrets of the Tomb: Skull and Bones, the Ivy League, and the Hidden Paths of Power, Little Brown & Co., 2002; ISBN 0-316-73561-2 (paper edition).
- Millegan, Kris (ed.), Fleshing Out Skull & Bones, TrineDay, 2003. ISBN 0-9752906-0-6 (paper edition).